# Альфиери, Франческо

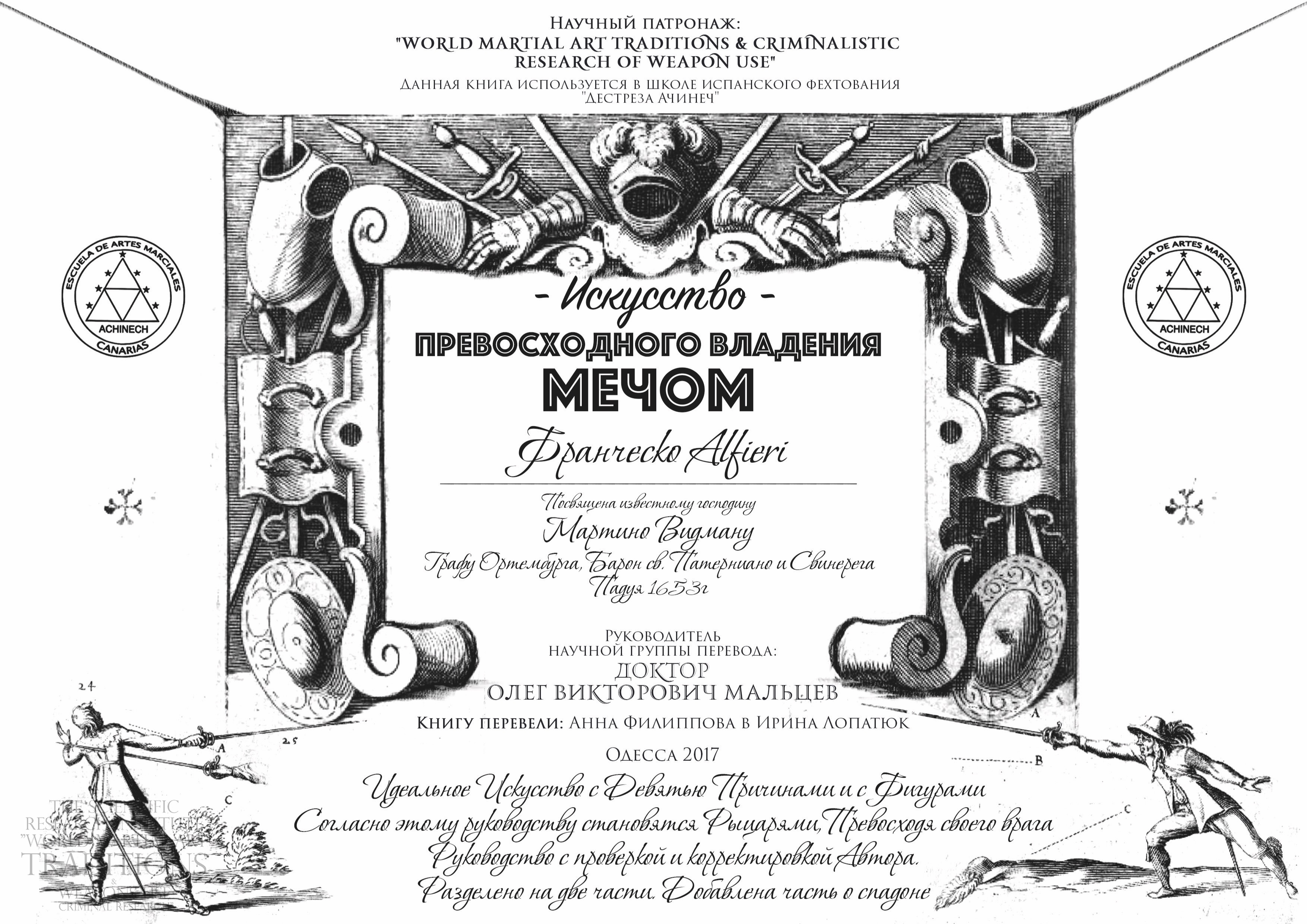
Трактат «Искусство превосходного владения мечом». Франческо Альфьери

Франче́ско Фердина́ндо Альфие́ри — мастер фехтования XVII века. Альфиери родом из Падуи, на тот момент времени входившей в Венецианскую Республику .
Большинство венецианских и итальянских мастеров фехтования в своих трактатах ссылаются на известного в кругах мастеров фехтования Франческо Альфиери как на непревзойдённого мастера фехтования. Во многих других источниках, трактатах и иных документах за пределами Италии и Венеции также можно найти различные упоминания. Вот что о нём говорит Бласко Флорио в своем трактате «Наука по фехтованию шпагой Бласко Флорио» («La scienza della scherma esposta da Blasco Florio»):

«Мы знаем Альфиери как большого учёного, и таким он в нашей памяти и останется»— Бласко Флорио
Трактаты, написанные Франческо Альфьери:
«La Bandiera» («Знамя» или «Флаг»), опубликованный в 1638 году .
«La Scherma» («Фехтование»), издан в 1640 году и переиздан в 1645 году; о фехтовании рапирой .
«La Picca» («Пика»), издан в 1641 году, дополнение первого трактата .
«L’arte di ben maneggiare la spada» издан в 1653 году и переиздан в 1683 г.; Трактат на русском языке вышел под названием «Искусство превосходного владения мечом», включает в себя весь его трактат о фехтовании рапирой и добавлен раздел об использовании Spadone (двуручного меча) .

## Искусство превосходного владения мечом

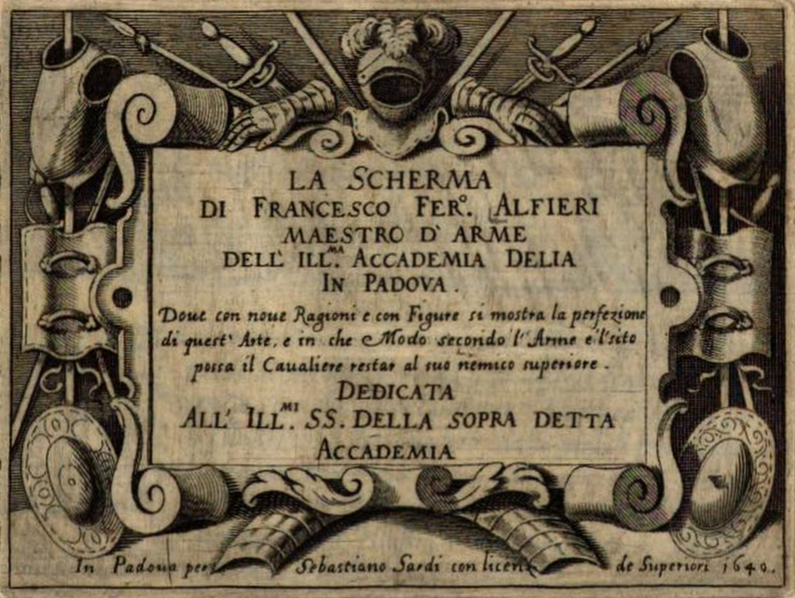
«L’arte di ben maneggiare la spada». Francesco Alfieri

Трактат Франческо Альфьери «Искусство превосходного владения мечом» вызвал огромный восторг среди мастеров фехтования. Он стал одной из популярных книг по фехтованию. В настоящее время этот трактат принято считать одним из лучших учебников в области фехтования.
Один из учеников вот так описал трактат своего учителя:

«Прочитав книгу по оружию, написанную господином Франческо, я получил огромное удовольствие. Я воспринял основную доктрину и также почувствовал именно эту тонкую грань оживлённости моего духа. Для меня большая честь получить все эти преимущества от изучения искусства оружия. Я свидетельствую о том, что V.S. подарил миру мудрость своего выдающегося ума. Это лишь самая маленькая хвала его достоинства, чести и бессмертной славы. Таким способом последующие поколения рыцарей могут вступать в эту смертельную жизнь. Этот рассказ написан проклятым языком, который через века передал всю свою мудрость использования оружия. Этот необычный язык — язык сердца, в котором укоренились все причины и, таким образом, его страх уходит. После этого я попал в лабиринт проклятия со злыми осуждениями и бесчестием, но в конечном итоге целую руки V.S. и каждый раз бесконечно благодарю небеса».— школа, 20 июня 1653, с чистым сердцем, анонимный ученик
Трактат «Искусство превосходного владения мечом» отображает мысль и взгляд Франческо Альфиери на фехтование, автор описал полный основной комплекс способов и методов, преимуществ, которые человек может приобрести в бою и в повседневной жизни от изучения искусства оружия. Альфиери, один из немногих авторов, описал каким образом искусство фехтования можно сделать полезным и, как стать лучшим мастером в этом деле. Этот трактат дошел до наших дней и передал всю свою мудрость и практику использования оружия. Трактат написан — языком сердца, как говорят последователи Альфиери, в котором прорастают причины и принципы фехтования, соответственно, при применении которых исчезает страх и неуверенность в бою.
Франческо Альфиери считается непревзойденным мастером фехтования, на тот момент времени он собрал всю свою практику и опыт в науке и постарался передать это всё в своем труде, вывел свою новую смешанную боевую позицию.

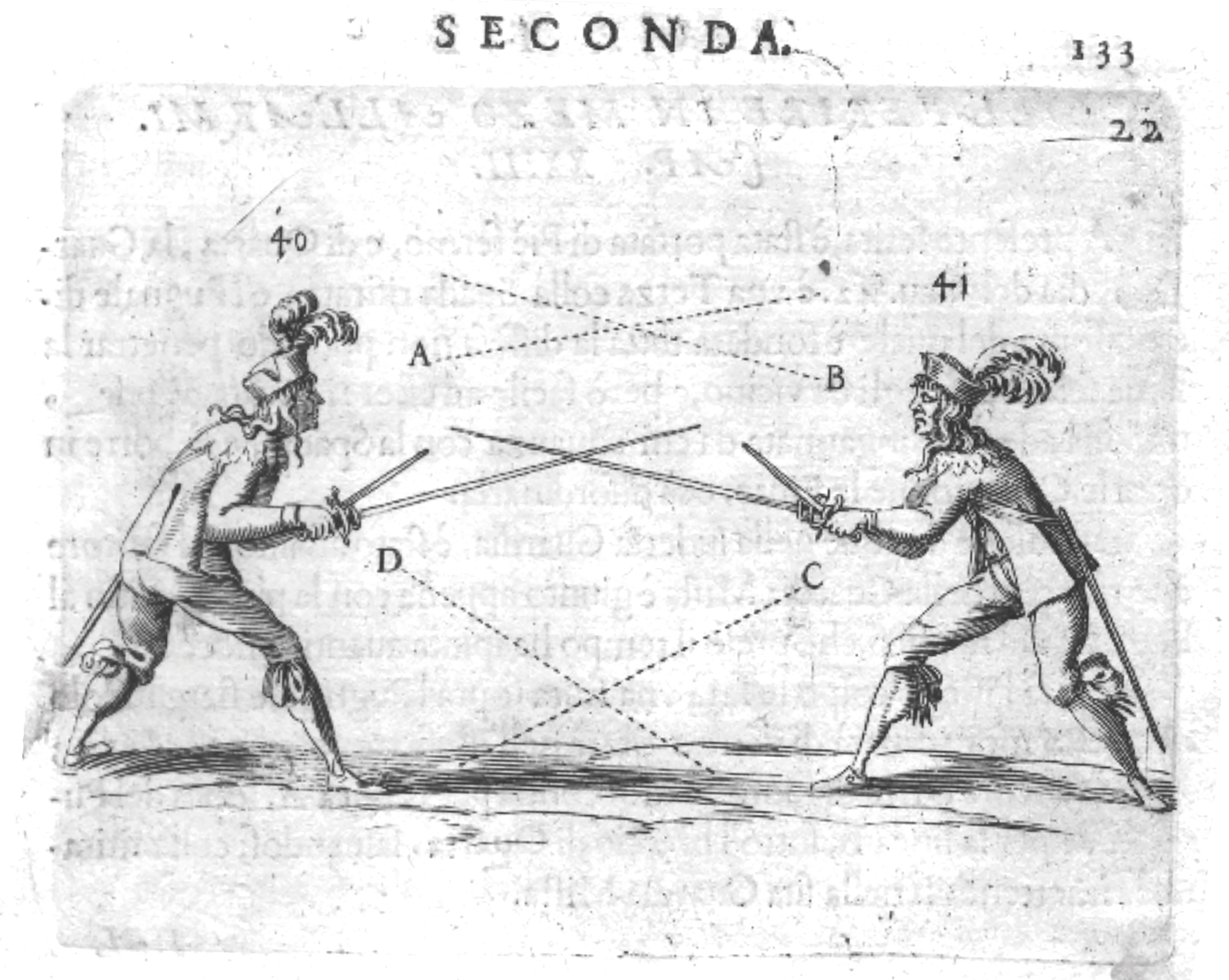
Смешанная боевая позиция, которую ввел Франческо Альфиери

Смешанная боевая позиция — пропорциональная позиция, пригодная для того, чтобы перейти в контрбоевую позицию против первой, второй, третьей, четвёртой боевых позиций. Также здесь можно использовать и высокую форму позиции, например, чтобы отклонить удар в третьей позиции — вовне или во внутренней части, тогда нужно принять четвёртую боевую позицию. Таким образом, противнику никак не удастся освободиться, что очень важно для нанесения удара. В этом положении вредно выполнять прямые движения, они могут оказаться смертельными. Если вы не хотите наносить колющие удары, можете найти свой способ, как изменить форму, и потом дальше продолжать фехтовать. В этом случае лучше сделать все, чтобы сохранить выгодное положение без каких-либо ограничений, также найти другие удобные моменты, нанести удар вместе с выпадом в какую-либо более близкую открытую часть тела противника.
Эта смешанная боевая позиция позволяла Альфиери все поединки заканчивать победой, поэтому он предпочитал больше её использовать чаще всех других, использовал в целях защиты и для нанесения ударов противнику. Кроме этого, автор рассмотрел основные виды оружия, которые больше всего использовались в тот период, рассмотрел отдельно особенности их использования, принципы и истинное предназначение, свои наблюдения и выводы из практики. К рассмотренному оружию относятся: меч, кинжал, спадоне, капа, тарга, брокеро, а именно в трактате затронуты такие темы, как:
Первая часть:
- Базовые основы фехтования.
- О становлении рыцаря.
- О формах искусства.
- Способы определения формы.
- О времени в искусстве.
- О боевых позициях.
- О перемещении тела и шагах.
- Об особенностях первой и второй боевой позиции.
- О третьей и четвёртой боевых позициях и их преимуществах.
- Об уклонениях и их разновидностях.
- О финтах.
- Как можно постичь природу и искусства противника.
- Что нужно противопоставить удару при неподвижных ногах или в шаге.
- О контрбоевой позиции.
- Где нужно находиться в бою.
- Способы нанесения удара и природа ударов.
- Как нужно поступать с застенчивыми, безрассудными, флегматиками и холериками.
- Преимущества между силой и слабостью.
- Преимущества между большим и малым.
- Выбор между движением в боевой позиции и ожиданием.

Вторая и третья части трактата Франческо Альфиери посвящены подробному рассмотрению таких тем, как:
- Формирование боевых позиций, атака и оборона.
- Нанесение различных ударов мечом, мечом и кинжалом, спадоне и др. в разных позициях.
- Отдельно рассмотрел виды защитного оружия и способы их применения.
- Управление со спадоне, также способы и методы использования этого оружия в защите и атаке, особенности управления.

В трактате содержатся иллюстрации с подробными объяснениями и демонстрациями боевых позиций и как наносятся ударов, выполняется атака и защита.
|  |  |  |

## Особенности и отличительные черты в итальянском фехтовании
Трактат Франческо Альфиери «Искусство превосходного владения мечом» заложил основу итальянского фехтования, которое появлялось в тот момент времени. В своем труде он обращает внимание на такие особенности и отличительные черты в итальянском фехтовании:
- Атака равна обороне. Нет разделения между атакой и обороной, парирование не выполняется отдельно. Присутствует работа с прямой линией. Когда противник наносит удар, он проходит мимо, а фехтовальщик в этот момент времени наносит удар. Этот способ применяется при условии знания устройства меча, его разделение, умения работать кистью и предплечьем, а также при условии понимания, как в бою управлять мечом противника.
- Блокирование движения свободной руки противника рукой со шпагой. Этот элемент отсутствует в других школах фехтования.
- Блокирование шпаги рукой. В тот момент времени, когда человек наносит укол, то есть колющий удар, то движению шпаги вставляют, как препятствие, выставляют руку в перчатке, тогда шпага противника начинает скользить и уходить мимо. Далее фехтовальщик другой рукой свободно может наносить необходимые удары. Франческо Альфиери в своем труде описывает механизмы движения тела или способы постановки противника в такое положение, когда фехтовальщик достает до противника шпагой, в отличие от другого. Отличительной чертой этого фехтования является то, что этот эффект достигается с помощью прямой линии, а не под углом, как в других школах фехтования.
- Удар на вращении. Достаточно много описано использование движений вращения колонны, сформированный при поворотах корпуса. Шпага пропускается и наносится удар на вращении тела. Также продемонстрировано, как обезоружить противника.
- Удары под шпагу (из под шпаги) противника.

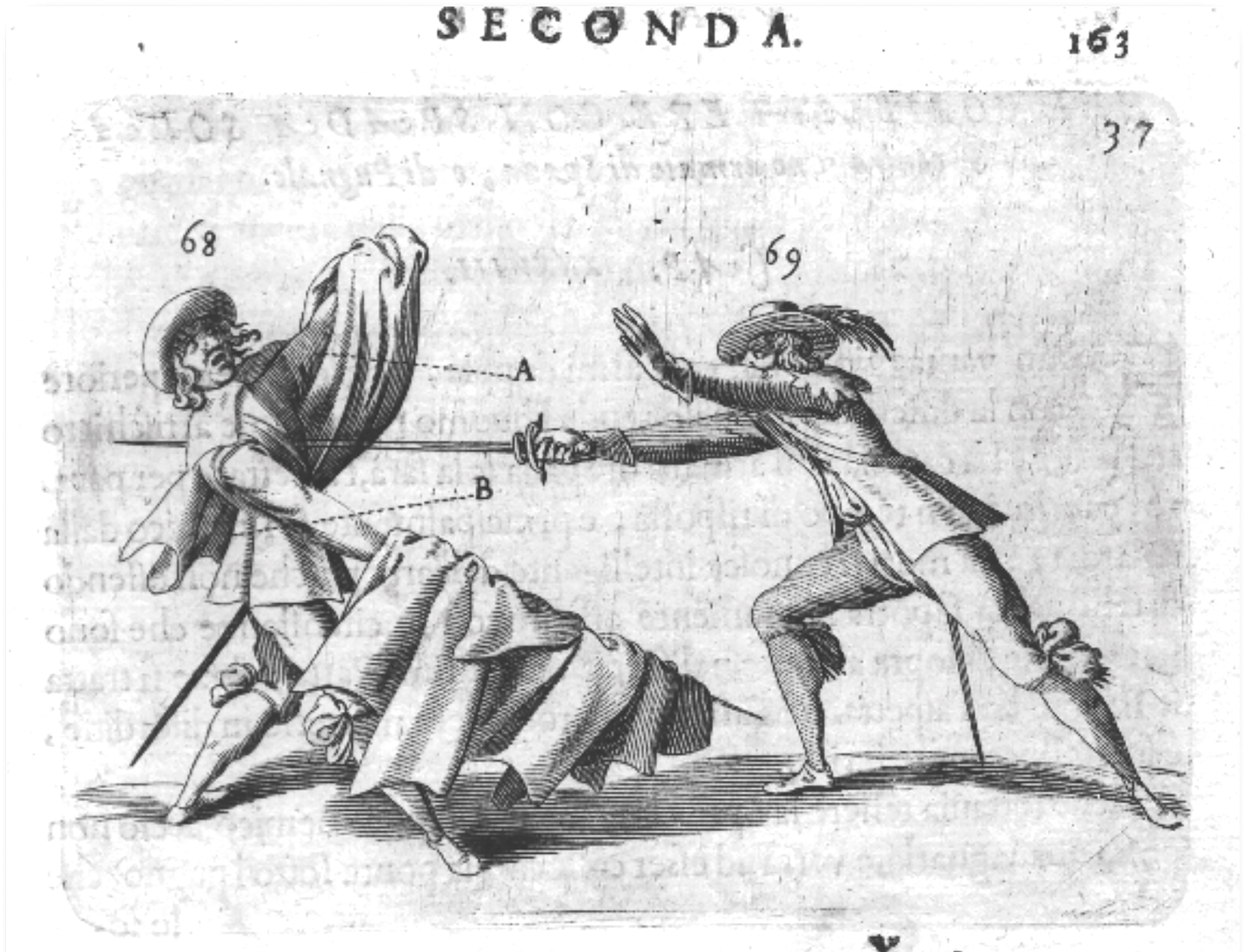
Нанесение удара в четвёртой боевой позиции с поднятием намотанного плаща. Франческо Альфиери

- Противопоставление шпаги кинжалу. Безусловно, кинжал короче шпаги, поэтому делается парирование кинжала выполненным выпадом со шпагой. И поскольку кинжал не достает тела противника, то наносится удар шпагой именно в ту сторону, где находится кинжал.
- Парирование по кресту. Одновременное парирование кинжалом и шпагой.
- Одновременное нанесение ударов кинжалом и шпагой.
- Практически отсутствуют рубящие и режущие удары.
- В основном наносятся пробивающие удары.
- Наматывание плаща на руку, который используется в защитных целях в качестве щита, что характерно итальянской школе фехтования.
- Использование смешанной боевой позиции с плащом, который наматывается на руку, и шпагой. Намотанный на руку плащ выставляется против шпаги, чтобы защититься от атаки противника, а потом наносится смертельное ранение.
- Применение при защите и атаке бросание плаща на шпагу.